# Cheneyville
Cheneyville és una població dels Estats Units a l'estat de Louisiana. Segons el cens del 2000 tenia 901 habitants.

## Demografia
Segons el cens del 2000, Cheneyville tenia 901 habitants, 267 habitatges, i 183 famílies. La densitat de població era de 334,5 habitants/km².
Dels 267 habitatges en un 28,5% hi vivien nens de menys de 18 anys, en un 39,7% hi vivien parelles casades, en un 26,2% dones solteres, i en un 31,1% no eren unitats familiars. En el 28,5% dels habitatges hi vivien persones soles el 14,6% de les quals corresponia a persones de 65 anys o més que vivien soles. El nombre mitjà de persones vivint en cada habitatge era de 2,71 i el nombre mitjà de persones que vivien en cada família era de 3,39.
Per edats la població es repartia de la següent manera: un 24% tenia menys de 18 anys, un 10,2% entre 18 i 24, un 30,4% entre 25 i 44, un 22,6% de 45 a 60 i un 12,8% 65 anys o més.
L'edat mediana era de 36 anys. Per cada 100 dones de 18 o més anys hi havia 102,1 homes.
La renda mediana per habitatge era de 19.044 $ i la renda mediana per família de 21.917 $. Els homes tenien una renda mediana de 21.250 $ mentre que les dones 12.159 $. La renda per capita de la població era de 10.244 $. Entorn del 29,4% de les famílies i el 43,9% de la població estaven per davall del llindar de pobresa.

## Poblacions més properes
El següent diagrama mostra les poblacions més properes.